# Максимович, Николай Георгиевич
Никола́й Гео́ргиевич Максимо́вич (род. 5 октября 1954, Молотов, СССР) — советский и российский учёный, заслуженный эколог Российской Федерации, заместитель директора по научно-исследовательской работе Естественнонаучного института ПГНИУ. Занимается вопросами экологической геологии, гидрогеологии, геоэкологии, инженерной геологии, геохимии, карстоведения и спелеологии.

## Биография
Родился в семье геолога-карстоведа Г. А. Максимовича. После окончания школы № 9 поступил на геологический факультет МГУ. В 1978 году окончил кафедру инженерной геологии и охраны окружающей среды геологического факультета МГУ.
С 1978 по 1980 годы — инженер, а затем младший научный сотрудник лаборатории комплексных исследований водохранилищ Естественнонаучного института (ЕНИ) ПГУ.
В 1983 году окончил аспирантуру МГУ. В 1984 году защитил диссертацию «Постинъекционные процессы при тампонировании гипсоносных карбонатных пород силикатными растворами: на примере Камской ГЭС» и получил учёную степень кандидата геолого-минералогических наук.
С 1984 по 1988 годы — старший, а затем ведущий научный сотрудник лаборатории комплексных исследований водохранилищ ЕНИ ПГУ. С 1989 года по настоящее время — заведующий лабораторией геологии техногенных процессов Естественнонаучного института ПГНИУ.
В 1995 году присуждено учёное звание старшего научного сотрудника. С 1996 года — доцент (по совместительству), а с 2010 года — профессор кафедры инженерной геологии и охраны недр ПГНИУ. В 2004 году присвоено звание доцента по специальности «Геоэкология».
С 1998 года по настоящее время — заместитель директора Естественнонаучного института ПГУ по научно-исследовательской работе. Является руководителем сектора «Разработка природоохранных технологий» в составе ведущей лаборатории ПГНИУ.
С 2018 года включён в Национальный реестр специалистов в области инженерных изысканий и архитектурно-строительного проектирования.

## Научно-производственная деятельность
Под руководством Максимовича ведутся работы по снижению загрязнения нефтепродуктами подземных вод на Полазненском месторождении нефти и в Осенцовском промышленном узле Пермского края на основе разработанной и запатентованной инновационной технологии.
В 2006 году под его руководством проведены расчёты зоны катастрофического затопления в случае гидродинамической аварии на Камской ГЭС, результаты которых стали обязательными для разработки градостроительной документации. В результате уточнённых расчётов зона затопления сократилась почти в 2 раза, что позволило построить в Камской долине Перми социально значимые объекты. В настоящее время в связи с проблемами обеспечения безопасности земляной плотины Камской ГЭС под личным руководством Н. Г. Максимовича проводится разработка методов подавления негативных микробиологических процессов, снижающих её устойчивость.
При участии Н. Г. Максимовича в 2006—2009 годах в районе Сангтудинской ГЭС (Республика Таджикистан) проведены работы, позволившие предотвратить риск развития карстовых процессов и обеспечить безаварийную работу плотины, построенной на растворимых породах. В 2009 г. мощная гидроэлектростанция введена в эксплуатацию. При участии Н. Г. Максимовича проведена оценка карстоопасности при выборе площадок для строительства атомных электростанции Республики Беларусь, в результате с учётом его рекомендаций в декабре 2008 года выбрана Островецкая площадка.
С 2005 г.ода Н. Г. Максимовичем ведутся работы по снижению экологической нагрузки при добыче калийных солей, результаты которых внедрены на действующих и строящихся предприятиях ПАО «Уралкалий», МХК «Еврохим» и ЗАО «Верхнекамская калийная компания»: проведена корректировка проектной документации строящихся объектов, разработаны Программы мониторинга состояния окружающей среды для данных предприятий.
С 2005 года им осуществляются работы по снижению экологических рисков при функционировании сложных производственных комплексов химической, нефтехимической и оборонной промышленности Пермского и Хабаровского краёв, Ханты-Мансийского автономного округа (ООО «Лукойл-Пермнефтеоргсинтез», ЗАО «Сибур-Химпром», ОАО «Когалымнефтегаз», НК «Альянс», АО «Пермский завод „Машиностроитель“», ОАО «Минеральные удобрения»). В результате анализа данных о состоянии окружающей среды проведена корректировка проектной документации, что позволило существенно снизить экологические риски.
В связи с затоплением одного из рудников ПАО «Уралкалий» по заказу Правительства Пермского края под руководством Максимовича с 2007 года ведутся работы по ликвидации экологических последствий снижения уровня воды Нижнезырянского водохранилища, разработке проекта его очистки в рамках мероприятий по организации жизнедеятельности г. Березники и сохранения биологических ресурсов.
Под руководством Максимовича проводятся работы, позволяющие обеспечить экологическую безопасность объектов по уничтожению химического оружия (г. Щучье, Курганская обл., п. Кизнер, г. Камбарка, Республика Удмуртия).
В 2008—2014 годах в целях сохранения и приумножения городских лесов в Перми Н. Г. Максимовичем выполнен комплекс работ "Оценка экологической ситуации в особо охраняемой природной территории местного значения «Черняевский лесопарк». Реализация результатов исследований обеспечила сохранность центральной части охраняемой территории и возможность естественного возобновления природных комплексов на периферии.
В 2018—2019 годах по заказу Министерства природных ресурсов, лесного хозяйства и экологии Пермского края под руководством Максимовича Н. Г. выполняется комплексная работа по минимизации и ликвидации воздействия кислых шахтных вод Кизеловского угольного бассейна на водные объекты Пермского края.
Н. Г. Максимович руководит деятельностью лаборатории геологии техногенных процессов, одной из ведущих в Пермском государственном университете. При его поддержке сотрудниками лаборатории активно публикуются статьи в журналах из списка, рекомендованных ВАК, а также входящих в международные базы цитирования, выполняются работы по грантам и бюджетным темам.

## Стажировки и повышения квалификации
- 2010 — Geologically Active (Окленд, Новая Зеландия)
- 2010 — Природоохранные технологии в карстовых районах (Братислава, Кошице, Словакия)
- 2011 — Природоохранные технологии при разведке и добычи полезных ископаемых (Эрфурт, Германия)
- 2011 — Classical Karst (Karst Underground Protection) (Постойна, Словения)
- 2012 — Технологии повышения эффективности обогащения калийных руд (Марсель, Франция)
- 2017 — Организация и управление инженерными изысканиями, в том числе на особо опасных, технически сложных и уникальных объектах (Москва)
- 2019 — Информационно-коммуникационные технологии в образовательном процессе в области географических и смежных наук (Пермь)
- 2021 — Bim: Технологии информационного моделирования в проектировании объектов капитального строительства (Пермь)
- 2022 — Механизмы профилактики коррупции (для образовательных учреждений) (Пермь)
- 2022 — Инженерные изыскания для подготовки проектной документации, строительства и реконструкции объектов капитального строительства (особо опасные, технически сложные и уникальные объекты) (Москва)
- 2022 — Стратегическое управление инновационным развитием предприятий и организаций в VUCA-мире (Пермь)
- 2023 — Современные исследования в гидрогеохимии (Томск)
- 2023 — Руководитель научного и научно-технического проекта, лаборатории и профильной организации (Пермь)
- 2023 — Гидрогеология техногенеза (Москва)

## Общественная деятельность
Научные советы и рабочие группы
- Член научного совета РАН по проблемам геоэкологии, инженерной геологии и гидрогеологии (с 2012).
- Член группы «Ресурсы» при губернаторе Пермского края (с 2012).
- Член научного совета по наукам о Земле при президиуме Пермского научного центра УрО РАН (с 2005).
- Член научно-технического совета Пермского государственного национального исследовательского университета.
- Член научного совета ФГБУ УралНИИ «Экология».
- Член научно-технического совета Естественнонаучного института Пермского государственного национального исследовательского университета (с 1989).
- Член рабочей группы при правительстве Пермского края «Разработка технических решений по предотвращению и снижению негативного воздействия кислых шахтных вод Кизеловского угольного бассейна на окружающую среду Пермского края» (с 2016).
- Член межведомственной рабочей группы по подготовке предложений по ликвидации экологических последствий закрытия шахт Кизеловского угольного бассейна (Минприроды РФ, Минэнерго), Пермь (с 2020).
- Член горного совета Приволжского федерального округа

Экспертиза проектов и конкурсов
- Эксперт международного проекта TACIS «Системы экологического мониторинга в России» (2003).
- Эксперт конкурсов Российского фонда фундаментальных исследований (РФФИ).
- Эксперт РАН (с 2016).
- Руководитель 10 комиссий, член 9 комиссий Росприроднадзора по Пермскому краю (и других государственных органов) при проведении государственной экологической экспертизы проектов.

Редакционная деятельность
- Главный редактор сборника научных трудов «Пещеры» (с 2008).
- Член научно-редакционного совета журнала «Геориск» (входит в список ВАК) (с 2015).
- Член редакционной коллегии журнала «Вестник ПНИПУ. Прикладная экология. Урбанистика» (входит в список ВАК) (с 2011).
- Член редакционной коллегии журнала «Discover Water» (Springer). (с 2021).
- Член редакционной коллегии журнала «ГЕОЭКОЛОГИЯ. Инженерная геология, гидрогеология, геокриология» (с 2023).
- Член редакционной коллегии 9 научных сборников, 3 материалов конференций и 1 атласа.

Общественные организации
- Участник организации и сотрудник Итало-Российского института экологических исследований и образования (середина 1990-х годов).
- Член Российской национальной группы Международной ассоциации по инженерной геологии и охране окружающей среды (МАИГ) —International Association for Engineering Geology and the Environment (IAEG; с 1995).
- Ассоциированный член международной ассоциации экскурсионных пещер мира — The International Show Caves Association (I.S.C.A.; с 2010).
- Член Русского географического общества (РГО) (с 2001).
- Внештатный сотрудник института карстоведения и спелеологии (РГО) (с 1978).
- Внештатный сотрудник Украинского института спелеологии и карстологии (с 2010).
- Ассоциированный член Союза изыскателей (с 2013).
- Член ревизионной комиссии саморегулируемой организации «Ассоциации Инженерные изыскания в строительстве» (АИИС) (с 2013).
- Член международной Академии экологии и безопасности человека и природы (с 1996).
- Член международного сообщества «Geochemical society» (с 2016).
- Член Пермского краевого отделения «Всероссийского общества охраны природы».
- Член Природоохранительной комиссии Пермского отделения Русского географического общества (РГО) (с 2023).

Оргкомитеты совещаний
- Член научного комитета 2-го международного симпозиума «Protection of Groundwater from Pollution and Seawater Intrusion», Бари (1999).
- Член бюро оргкомитета ежегодных научных семинаров «Минералогия техногенеза», Миасс (2000—2007).
- Научный координатор международной научной конференции «Эколого-экономические проблемы освоения минерально-сырьевых ресурсов», Пермь-Добрянка (2005).
- Член оргкомитета, руководитель секции международной научно-практической конференции «Антропогенная динамика природной среды», Пермь (2006).
- Научный координатор международной научной конференции «Инновационный потенциал естественных наук», Пермь (2006).
- Член оргкомитета 3-го международного семинара «Workshop on ice Caves», Кунгур (2008).
- Член оргкомитета международной научно-практической конференции «Спелеология и спелестология: развитие и взаимодействие наук», Набережные Челны (2010).
- Член оргкомитета международной конференции «Карстовые системы севера в меняющейся среде», Пинега-Архангельск (2011).
- Член оргкомитета международной научно-практической конференции «Национальный исследовательский университет в системе непрерывного образования», Пермь (2011).
- Член оргкомитета международной научно-практической конференции «Синтез знаний в естественных науках. Рудник будущего: проекты, технологии, оборудование», Пермь (2011).
- Член оргкомитета международной конференции «Комплексное использование и охрана подземных пространств», Кунгур (2014).
- Член жюри «Первой Всероссийской студенческой олимпиады по тематическому дешифрированию данных дистанционного зондирования Земли и использованию современных геоинформационных технологий», Пермь (2014).
- Член оргкомитета международного симпозиума «Экологическая безопасность и строительство в карстовых районах», Пермь (2015).
- Член оргкомитета международной научно-практической конференции «Защита карстовых территорий: образование и обучение», София (2015).
- Член оргкомитета Всероссийской научно-практической конференции с международным участием «Актуальные вопросы гидрологии и геоэкологии», Пермь (2016).
- Член оргкомитета научно-практической конференции с международным участием «Теории и методы исследования в естественных науках», Пермь (2016).
- Конвинер научной конференции в рамках года экологии в России «Геоэкологическая безопасность разработки месторождений полезных ископаемых»(19-е Сергеевские чтения), Москва (2017).
- Конвинер научной конференции в рамках IX Международного форума «Экология» «Обращение с отходами: задачи геоэкологии и инженерной геологии» (20-е Сергеевские чтения), Москва (2018).
- Член почётного комитета международного симпозиума «KARST 2018 Expect the unexpected», Требинье (2018).
- Член оргкомитета научно-практической конференции «Подземные пространства: методы изучения, мониторинг, охрана и использование», Кунгур (2018).
- Зам. председателя оргкомитета всероссийской конференции с международным участием «Эколого-экономический баланс природопользования в горнопромышленных районах» (21-е Сергеевские чтения), Пермь (2019).
- Организатор круглого стола «Подготовка и реализация проектных решений для улучшения экологической ситуации в Кизеловском угольном бассейне» 21-й Межрегиональной выставки технологий и оборудования для нефтяной, газовой и химической промышленности Нефть. Газ. Химия. Пермь (2019).
- Эксперт международного форума к 50-летию Конвенции об охране всемирного культурного и природного наследия «Природопользование и сохранение всемирного природного наследия», Санкт-Петербург (2022).
- Приглашенный спикер школы-семинара для молодых ученых «Подземная гидросфера и техногенез», Томск (2023).
- Эксперт мероприятия спутник III Конгресса молодых ученых, Пермь (2023).
- Эксперт III Конгресса молодых ученых, Сочи, Сириус (2023).
- Член оргкомитета XXIV Всероссийского совещания по подземным водам Востока России, Екатеринбург (2024).
- Сопредседатель оргкомитета Всероссийской научно-практической конференции с международным участием «Карст и пещеры», Пермь (2024).

## Научная деятельность
- Грант Научно-исследовательской программы государственного комитета СССР по народному образованию «Геосинтез» «Разработка способов защиты подземных конструкций от агрессивных сред на основе создания искусственных геохимических барьеров» (1991—1993, руководитель).
- Гранты программы Минобрнауки РФ «Университеты России — фундаментальные исследования» «Управление состоянием подземных вод в районах интенсивной техногенной нагрузки», «Научные основы изучения и воздействия на негативные процессы в пределах локальных техногенно-геохимических аномалий» (1992—1995, руководитель).
- Грант программы «Экологическая безопасность градопромышленных агломераций» «Оценка изменения компонентов природы в результате антропогенных воздействий. Наблюдение за состоянием рельефа. Разработка мероприятий по улучшению состояния окружающей среды и контроль по их осуществлению» (1993, руководитель).
- Грант программы Минобрнауки РФ и РАН "Организация вузовско-академического учебно-научного комплекса «Рифей». «Пермский университет» (раздел «Недра Урала») (1997—2000, руководитель лаборатории карста).
- Грант программы Минобрнауки РФ «Университеты России — фундаментальные исследования» «Эволюция Кунгурской ледяной пещеры» (1998—2000, исполнитель).
- Грант программы Минобрнауки РФ «Университеты России — фундаментальные исследования» «Роль техногенных компонентов аллювия в эволюции геологической среды» (1998—2000, исполнитель).
- Грант программы Минобрнауки РФ «Университеты России — фундаментальные исследования» № 015.08.01.030 «Методологические основы применения геохимических барьеров для защиты гидросферы от загрязнения» (2001, исполнитель).
- Грант межотраслевой программы сотрудничества Минобрнауки РФ и Минприроды РФ «Научно-инновационное сотрудничество» № 01.01.012 «Расширение минерально-сырьевой базы золота за счёт комплексного освоения техногенных месторождений с минимальным воздействием на окружающую среду» (2001, руководитель).
- Грант межотраслевой программы сотрудничества Минобрнауки РФ и Федерального агентства специального строительства (Спецстрой России) «Научные исследования высшей школы по приоритетным направлениям науки и техники» «Повышение надёжности подземных конструкций находящихся в агрессивных средах геохимическими методами» (2001—2002, руководитель).
- Грант Российского фонда фундаментальных исследований (РФФИ) № 02-05-96414-р2002урал_а «Эколого-геохимическое изучение постликвидационных процессов в Кизеловском угольном бассейне» (2002—2003, исполнитель).
- Грант РФФИ № 02-05-96415-р2002урал_а «Оценка роли и разработка методов прогнозирования влияния техногенных донных отложений на формирование качества воды поверхностных водных объектов» (2002, исполнитель)
- Грант программы Минобрнауки РФ «Университеты России — фундаментальные исследования» № УР.09.01.027 «Эволюция литосферы и формирование современной экологической обстановки» (2002—2003, руководитель).
- НИОКР Департамента промышленности и науки Пермской области по программе социально-значимых проектов № Р-14/02 «Выявление источников и разработка рекомендаций по снижению загрязнения Камского водохранилища нефтепродуктами» (2002—2003, руководитель).
- Грант НТП Минобрнауки РФ «Научные исследования высшей школы по приоритетным направлениям науки и техники» № 06.01.275 «Разработка методов снижения агрессивности грунтов и подземных вод для повышения ресурса надёжности подземных конструкций реконструируемых зданий и сооружений» (2003—2004, руководитель).
- Грант Федеральной целевой научно-технической программы (ФЦНТП) «Исследования и разработки по приоритетным направлениям развития науки и техники» на 2002—2006 годы по направлению «Развитие инфраструктуры» № 02.453.11.7045 "Проведение международной конференции «Эколого-экономические проблемы освоения минерально-сырьевых ресурсов» (2005, руководитель).
- Грант РФФИ № 04-05-96039-р2004урал_а «Экологические последствия миграции и трансформации нефти в геологической среде» (2004—2006, руководитель).
- Грант в форме субсидии Министерства промышленности и природных ресурсов Пермского края на реализацию научно-издательского проекта «Безопасность плотин на растворимых породах (на примере Камской ГЭС)» (2006, руководитель).
- Грант программы Минобрнауки РФ № УР.09.01.009 «Университеты России — фундаментальные исследования» «Эколого-геологическая обстановка районов развития угленосных формаций и пути её улучшения» (2004—2005, руководитель).
- Грант РФФИ № 05-05-64680-а «Минералогические и экологические последствия разработки угольных месторождений (на примере Челябинского и Кизеловского бассейнов)» (2005—2007, исполнитель).
- Грант в форме субсидии Министерства природных ресурсов Пермского края на реализацию научно-издательского проекта «Пещеры. Выпуск 33» (2010, руководитель).
- Грант РФФИ № 10-05-96017-р_урал_а «Теоретические основы создания искусственных геохимических барьеров для защиты окружающей среды при освоении природных ресурсов Западного Урала» (2010—2012, руководитель).
- Проект Федеральной целевой программы (ФЦП) «Научные и научно-педагогические кадры инновационной России» на 2009—2013 годы, № 14.B37.21.0603 «Оценка и восстановление состояния окружающей среды геохимическими методами в районах с критической техногенной нагрузкой» (2012—2013, руководитель).
- Проект международной исследовательской группы (МИГ) Минобразования Пермского края № С-26/205 «Разработка научных основ технологии высокоинтенсивной флотации минерального сырья и повышение эффективности обогащения руд Верхнекамского месторождения калийно-магниевых солей»(2012—2014, участник проекта).
- НИР долгосрочной целевой экологической программы г. Перми "Обоснование раздела «Охрана водных объектов г. Перми» (2012—2014, руководитель).
- Грант в форме субсидии Министерства образования и науки Пермского края № СЭД-26-01-04-781 на реализацию научно-издательского проекта «Пещеры. Выпуск 37» (2014, руководитель).
- Проект МИГ Минобразования Пермского края № C-26/633 «Разработка безопасных теплоизоляционных материалов» (2013—2015, участник проекта).
- Проект РГО «Изучение и сохранение Голубого озера (Кабардино-Балкария) как уникального природного объекта мирового значения» (2016, руководитель).
- Грант в форме субсидии Министерства образования и науки Пермского края на реализацию научно-издательского проекта «Пещеры. Выпуск 39» (2016, руководитель).
- Грант РФФИ № 17-05-41114 РГО_а «Применение ГИС-технологий для оценки и прогноза экологической ситуации в угледобывающих районах с критической техногенной нагрузкой» (2017—2019, исполнитель).
- Грант РФФИ № 17-45-590793 р_а «Комплексный подход к улучшению состояния природно-техногенных геосистем на территории ликвидированного Кизеловского угольного бассейна» (2017—2019, руководитель).
- Грант РФФИ № 18-15-00054 «Издание научного труда Кизеловский угольный бассейн: экологические проблемы и пути решения» (2018, руководитель).
- Грант в форме субсидии Министерства образования и науки Пермского края на реализацию научно-издательского проекта «Пещеры. Выпуск 41» (2018, руководитель).
- Грант Минприроды Пермского края № СЭД-30-01-04-28 на выполнение научно-исследовательской работы по минимизации и ликвидации воздействия кислых шахтных вод Кизеловского угольного бассейна на водные объекты Пермского края (2018—2019, руководитель).
- Грант Фонда содействия инновациям (ФСИ) № 12ГРСОПР-С7-I5/49673 на выполнение НИОКР по теме: «Разработка комплекса и технологии очистки подземных вод от углеводородов с применением биотехнологических методов и использования эмиттеров для дозированной подачи реагентов» (2019—2020, научный руководитель).
- Грант РФФИ № 19-05-50073 «Микрочастицы тяжёлых металлов в гидросфере промышленных районов: идентификация источников, закономерности миграции и накопления, экологический риск» (2019—2020, руководитель).
- Грант в форме субсидии Правительства Пермского края на реализацию научно-издательского проекта «Сульфатный карст Пермского края» (2020, руководитель).
- Внутренний конкурс научных проектов ПГНИУ-2021, реализуемых в рамках Программы Пермского НОЦ «Рациональное недропользование» «Технологические основы снижения экологической опасности твердых техногенных отложений» (2021, руководитель).
- Внутренний конкурс научных проектов ПГНИУ-2023, реализуемых в рамках Программы Пермского НОЦ «Рациональное недропользование» «Оценка и прогноз техногенных изменений геологической среды при разработке комплекса природоохранных мероприятий» (2023, руководитель).
- Проект в рамках стратегического проекта «Техносфера будущего» Приоритет 2030 «Разработка автономного технологического способа очистки подземных вод от растворенных нефтепродуктов» (2023, руководитель).
- Региональные исследовательские группы (РИГ) «Разработка и производство технических средств и биопрепаратов для реализации технологии очистки подземных вод от нефтепродуктов» (2023—2027, руководитель).
- Грант в форме субсидии Министерства образования и науки Пермского края на проведение научного мероприятия "Всероссийская научно-практическая конференция с международным участием конференция «Карст и пещеры. 2024», посвященного 120-летию со дня рождения Г. А. Максимовича (https://maksimovich.info/) (2024, руководитель).

### Участие в научных форумах
Участник крупных международных научных экологических форумов и конференций: Австрия, Будапешт (1989), Лиссабон (1994), Сингапур (1996), Афины (1997), Бари, Милан, Турин (Италия, 1999, 2012, 2014), Рио-де-Жанейро (Бразилия, (2000), Самчхок (Южная Корея, (2002), Дурбан (ЮАР, 2002), Боулинг-Грин (США, 2003), София (Болгария, 2005), Ноттингем (Великобритания, 2006), Осло, (Норвегия, 2008), Карловы Вары (Чехия, 2008), Ченгду (Китай, 2009), Окланд (Новая Зеландия, 2010), Деменовская долина (Словакия, 2011), Постойна (Словения, 2012), Йокогама (Япония, 2016), Минск (Белоруссия, 2017, 2018), Лаппенранта (Финляндия, 2017), Катманду (Непал, 2017), Требинье (Босния и Герцеговина, 2018), Претория (Южная Африка, 2018), Актау (Казахстан, 2018), Сан-Франциско (США, 2018), Сплит (Хорватия, 2019), Доньи Милановац (Сербия, 2019).
В России и СССР принимал участие более чем в 300 научных форумах.

### Патенты
Н. Г. Максимович является автором 15 патентов и 1 свидетельства по тематике, связанной с решением фундаментальных и прикладных проблем геоэкологии, поиском принципиально новых подходов к защите окружающей среды от загрязнения и повышения долговечности подземных конструкций на базе геохимических барьеров.
| Патент | ФИО авторов                                                                                                | Номер патента | Название патента | Дата регистрации в Госреестре изобретений РФ |
| ------ | --- | ------------- | --- | -------------------------------------------- |
|        | Максимович Н. Г., Басов В. Н., Холостов С. Б.                                                              | 50218         | Установка для нейтрализации кислых шахтных вод | 27.12.2005                                   |
|        | Максимович Н. Г., Хмурчик В. Т.                                                                            | 54398         | Пробоотборник | 27.06.2006                                   |
|        | Максимович Н. Г., Басов В. Н., Холостов С. Б.                                                              | 2293063       | Способ нейтрализации кислых шахтных вод и установка для его осуществления | 10.02.2007                                   |
|        | Максимович Н. Г., Хмурчик В. Т.                                                                            | 2312719       | Консорциум штаммов углеводородокисляющих бактерий pseudomonas aeruginosa нд кз-1 и pseudomonas fluorescens нд кз-2 в качестве деструктора нефтепродуктов и способ очистки нефтезагрязненных подземных вод | 20.12.2007                                   |
|        | Максимович Н. Г.                                                                                           | 2331488       | Способ очистки загрязнённого нефтью и нефтепродуктами грунта и система сооружений для его реализации | 20.08.2008                                   |
|        | Попов Л. Н., Максимович Н. Г.                                                                              | 81522         | Установка для откачки нефтесодержащей жидкости из скважины | 20.03.2009                                   |
|        | Хмурчик В. Т., Максимович Н. Г.                                                                            | 2565409       | Способ отбора веществ ингибиторов газообразования в почвогрунтах | 16.09.2015                                   |
|        | Хмурчик В. Т., Максимович Н. Г.                                                                            | 2592268       | Способ определения поражённости грунтов газообразующими микроорганизмами | 30.06.2016                                   |
|        | Кетов А. А., Красновских М. П., Максимович Н. Г.                                                           | 2595676       | Самозатухающий пенополистирол | 04.08.2016                                   |
|        | Максимович Н. Г., Хмурчик В. Т., Деменев А. Д.                                                             | 2646279       | Состав и способ укрепления грунтов | 02.03.2018                                   |
|        | Абдуллин Р. К., Шихов А. Н., Тарасов А. В., Березина О. А., Пьянков С. В., Максимович Н. Г., Сединин А. М. | 2019620512    | Геоэкологическая база данных Кизеловского угольного бассейна | 01.04.2019                                   |
|        | Максимович Н. Г., Хмурчик В. Т., Деменев А. Д., Сединин А. М.                                              | 2697272       | Способ защиты плотин от разрушения | 13.08.2019                                   |
|        | Хмурчик В. Т., Максимович Н. Г., Деменев А. Д., Роговский Г. М., Роговский А. Г., Барышников А. Н.         | 2759738       | Комплекс очистки грунтовых вод, загрязненных растворенными нефтепродуктами, и способ очистки грунтовых вод, загрязненных растворенными нефтепродуктами                                                    | 17.11.2021                                   |
|        | Максимович Н. Г., Хмурчик В. Т., Сединин А. М., Деменев А. Д.                                              | 2769496       | Способ предотвращения образования кислых стоков с отвалов горнорудной промышленности | 01.04.2022                                   |
|        | Максимович Н. Г., Хмурчик В. Т.                                                                            | 2785214       | Способ нейтрализации кислых шахтных вод | 05.12.2022                                   |
|        | Максимович Н. Г., Хмурчик В. Т.                                                                            | 2815025       | Способ нейтрализации кислых шахтных вод | 11.03.2024                                   |

### Научные индексы
| Библиографическая база | Индекс Хирша | Общее количество публикаций | Общее количество цитирований | Процентиль |
| ---------------------- | ------------ | --------------------------- | ---------------------------- | ---------- |
| Google Scholar         | 28           | 534                         | 3899                         |            |
| Scopus                 | 7            | 34                          | 150                          |            |
| Web of Science         | 7            | 27                          | 140                          | 16         |
| РИНЦ                   | 19           | 317                         | 2478                         | 9          |

## Педагогическая деятельность
С 1996 года Н. Г. Максимович руководит организованным им на базе ЕНИ ПГНИУ филиалом кафедры инженерной геологии и охраны недр геологического факультета Пермского государственного университета.
С 2014 г. по настоящее время Н. Г. Максимович является доцентом кафедры гидрологии и охраны водных ресурсов географического факультета Пермского государственного университета.
Под руководством Н. Г. Максимовича. подготовлены 4 магистерские и 4 кандидатские диссертации по специальности «Геоэкология», «Инженерная геология, мерзлотоведение и грунтоведение».
Список кандидатских диссертаций, выполненных под руководством Н. Г. Максимовича:
| ФИО              | Название | Год  |
| ---------------- | --- | ---- |
| Блинов С. М.     | Основы применения геохимических барьеров для охраны окружающей среды                                                    | 2000 |
| Казакевич С. В.  | Влияние геологических факторов на формирование экологической обстановки на примере Щучанского района Курганской области | 2004 |
| Мещерякова О. Ю. | Защита месторождений гипса от нефтяного загрязнения в карстовых районах Пермского края                                  | 2014 |
| Деменев А. Д.    | Инженерно-геологические последствия микробиологических процессов в грунтовой плотине                                    | 2017 |

В 2018 г. под его руководством аспирантом О. А. Березиной успешно защищена выпускная квалификационная работа по теме: «Применение ГИС-технологий для оценки и прогноза экологической ситуации в угледобывающих районах с критической техногенной нагрузкой».

## Награды
- Лауреат конкурса ПГНИУ на лучшую научно-исследовательскую работу в области наук о Земле среди ведущих учёных (1984, 1991, 2016, 2023).
- Почётный диплом Академии наук СССР за цикл научных работ (1985).
- Благодарственное письмо главы г. Перми «За большую работу по координации исследований в области охраны окружающей среды и обеспечения экологической безопасности г. Перми» (2001).
- Почётная грамота Министерства образования Российской Федерации (2003).
- Медаль ордена «За заслуги перед Отечеством» II-ой степени (2004).
- Почётная грамота Федерального агентства по науке и инновациям (2006).
- Почетное звание «Почётный работник высшего профессионального образования Российской Федерации» (2009).
- Почётное звание «Заслуженный эколог Российской Федерации» (2016).
- Значок «Лицо Пермского университета» за публикации о Пермском университете (2017).
- Медаль им. Е. М. Сергеева «За вклад в развитие инженерной геологии» (2019).
- Лауреат премии Пермского края в области науки 1 степени за лучшую работу в области наук о Земле «Концепция решения экологических проблем влияния ликвидированных шахт на территории Кизеловского угольного бассейна» (2020).
- Лауреат 1 степени в номинации «Научные исследования в области рационального природопользования, экологии и охраны окружающей среды» Макариевской премии по естественным наукам (2020).
- Лауреат премии Русского географического общества в номинации «Лучший научный проект» за участие в издании Атласа пещер России (2021).
- Почетная грамота Министерства образования и науки Пермского края за высокий профессионализм, многолетний добросовестный труд и достигнутые успехи в развитии образования и науки Пермского края (2021).
- Диплом 1 степени за издание «Сульфатный карст Пермского края» на конкурсе «Университетская книга-2023» в номинации «Лучшее научное издание по естественно-научному направлению» (2023).
- Благодарственное письмо Советника Президента Российской Федерации А. Кобякова за поддержку и деятельное участие в работе III Конгресса молодых ученых (Федеральная территория «Сириус») (2023).
- Благодарственное письмо Губернатора Пермского края «За вклад в развитие высшего образования Пермского края и многолетнюю научно-педагогическую деятельность» (2024).

## Основные работы
За годы научной деятельности Н. Г. Максимовичем опубликовано более 600 научных работ в 25 странах мира на 5 языках, в том числе в журналах из списка рекомендованных ВАК, Web of Science и Scopus. Он является автором 3 учебных пособий, 15 монографий, 2 атласов, 4 научно-популярных книг и ряда публикаций в периодической печати.
- 1. Максимович Н. Г., Ворончихина Е. А., Хайрулина Е. А., Жекин А. В. Техногенные биогеохимические процессы в Пермском крае // Геориск. 2010. № 2. С. 38-45.  ВАК
- 2. Максимович Н. Г., Андреев А. И., Ворончихина Е. А. Актуальные вопросы инженерно-экологических изысканий: поиск комплексных решений // Инженерные изыскания. 2010. № 5. С. 36-40.  ВАК
- 3. Максимович Н. Г. Теоретические и прикладные аспекты использования геохимических барьеров для охраны окружающей среды // Инженерная геология. — 2010, сентябрь. С. 20-28.  ВАК
- 4. Максимович Н. Г., Кадебская О. И., Жакова У. В. Методические особенности спелеоподводного изучения карста // Инженерные изыскания. — 2010. — № 8. С. 30-36.  ВАК
- 5. Максимович Н. Г., Ворончихина Е. А., Пьянков С. В., Первова М. С., Шавнина Ю. Н. Оценка мощности и экологических характеристик донных отложений водохранилища с помощью геоинформационного моделирования // Инженерные изыскания. 2011. № 1. С. 32-38.  ВАК
- 6. Максимович Н. Г., Хайрулина Е. А. Особенности исследования подземных вод лесопарковой зоны крупного промышленного города // Инженерные изыскания. — 2011. № 5. С. 36-44.  ВАК
- 7. Максимович Н. Г., Гершанок В. А., Мещерякова О. Ю., Растегаев А. В. Радиоактивность и инженерно-геологические особенности карстовых массивов // Современные проблемы науки и образования. 2011. № 4.  ВАК.
- 8. Максимович Н. Г. Использование геохимических барьеров для очистки изливов кислых вод Кизеловского угольного бассейна // Инженерная геология. — 2011,сентябрь. С. 20-25.  ВАК
- 9. Максимович Н. Г., Крюкова О. С. Разработка процессов взаимной нейтрализации производственных отходов содового производства, кислых шахтных вод и шахтных отвалов для защиты окружающей среды региона // Современные проблемы науки и образования. 2012. № 1.  ВАК
- 10. Максимович Н. Г., Первова М. С. Влияние перетоков минерализованных вод Верхнекамского месторождения калийно-магниевых солей на приповерхностную гидросферу // Инженерные изыскания. 2012. № 1. С. 22-28.  ВАК
- 11. Максимович Н. Г. Изменение свойств силикатных тампонажных материалов применяемых при технической мелиорации грунтов // Инженерная геология. 2012. № 4 С. 14-24.  ВАК
- 12. Максимович Н. Г., Хайрулина Е. А. Основы мониторинга окружающей среды при разработке месторождения калийных солей // Инженерные изыскания 2012. № 8. С. 20-30.  ВАК
- 13. Катаев В. Н., Максимович Н. Г., Мещерякова О. Ю. Типы карста Пермского края // Вестник Балтийского федерального университета им. И. Канта. — 2013. № 1. С. 56-66.  ВАК
- 14. Ketov A. A., Krasnovskikh M. P., Maksimovich N. G. Transformations of Chlorinated Organic Additives in Polystyrene in the Course of Oxidative Pyrolysis // Russian Journal of Applied Chemistry. 2013. Vol. 86. № 10. P. 1563−1568.  Web of Science Scopus
- 15. Максимович Н. Г., Хмурчик В. Т. Микробиологические процессы в грунтовых плотинах // Инженерные изыскания. 2013. № 9. С. 66-71.  ВАК
- 16. Кадебская О. И., Максимович Н. Г., Трушкова Н. А. Кунгурская ледяная пещера: история, современное состояние, перспективы // Горный журнал. — 2014. — № 5. С. 120—124.  Scopus
- 17. Кетов А. А., Красновских М. П., Максимович Н. Г. Пожарная опасность самозатухающего пенополистирола // Пожарная безопасность. 2014. № 1. С. 63-68.  ВАК
- 18. Maximovich N., Khayrulina E. Artificial geochemical barriers for environmental improvement in a coal basin region // Environmental Earth Sciences. 2014. № 72. P. 1915—1924.  Web of Science Scopus
- 19. Максимович Н. Г., Хмурчик В. Т., Лаздовская М. А., Деменев А. Д. Комплекс методов исследования микробиологической активности в грунтовых плотинах // Вестник Санкт-Петербургского университета. Серия 7: Геология. География. 2014. № 4. С. 88-100.  ВАК
- 20. Двинских С. А., Максимович Н. Г., Ларченко О. В., Березина О. А., Шайдулина А. А. Применение системной методологии к оценке экологического состояния особо охраняемых природных территорий (на примере ООПТ «Черняевский лес» г. Перми) // Научные ведомости Белгородского государственного университета. Белгород, 2014. Серия Естественные науки 23(194). С. 163—171.  ВАК
- 21. Максимович Н. Г., Катаев В. Н., Мещерякова О. Ю.О международном симпозиуме. Проблемы экологической безопасности и строительства в карстовых районах // Геориск. 2015. № 3. С. 54-56. ВАК
- 22. Максимович Н. Г., Мещерякова О. Ю. Проблемы карста и спелеологии в трудах Клары Андреевны Горбуновой (к 90-летию со дня рождения) // Географический вестник. 2015. Вып. 4(35). С. 112—117.  ВАК
- 23. Максимович Н. Г., Хмурчик В. Т., Хайрулина Е. А., Деменев А. Д. Изучение микробиологических процессов в комплексе инженерных изысканий // Инженерные изыскания. 2015. № 9. С. 40-44.  ВАК
- 24. Maksimovich N. G., Khmurchik V. T. Remediation of Oil-Polluted Groundwater Aquifers at Karst Region // In: «Engineering Geology for Society and Territory», Vol. 3 «River Basins, Reservoir Sedimentation and Water Resources» (Lollino G. et al. Eds.). Springer. 2015. P. 417—419.  Web of Science Scopus
- 25. Maksimovich N. G., Khmurchik V. T. The Influence of Microbiological Processes on Subsurface Waters and Grounds in River Dam Basement // In: «Engineering Geology for Society and Territory», Vol. 6 «Applied Geology for Major Engineering Projects» (Lollino G. et al. Eds.). Springer. 2015. P. 563—565.  Web of Science Scopus
- 26. Кадебская О. И., Максимович Н. Г. Ординская пещера как географический феномен мирового значения // Географический вестник. — 2016. — Вып. 2(37). — С. 17-28.  ВАК
- 27. Максимович Н. Г., Мещерякова О. Ю. Карст района Гарлыкского месторождения калийных солей (Туркменистан) // Вестник Пермского университета. Геология. — 2016. — Вып. 2(31). — С. 64-71.  ВАК
- 28. Maksimovich, N.G., Khmurchik, V.T., Demenev, A.D. The Role of Microorganisms in Elevating the Turbidity of Dam Seepage Water // Power Technology and Engineering. — 2016.- 50 (1) — Р. 6-9.  Scopus
- 29. Максимович Н. Г., Мещерякова О. Ю., Качурин Н. М. Очистка месторождений гипса от нефтяного загрязнения в карстовых районах// Горный журнал. — 2016. — № 2. — С. 92-97.  Scopus
- 30. Khayrulina E, Khmurchik V, Maksimovich N. The Kizel Coal Basin (the Western Urals, Russia): Environmental problems and Solutions // Mining Meets Water — Conflicts and Solutions. Proceedings IMWA2016 Annual Conference, Leipzig, Germany. — Leipzig, Germany, 2016. P. 761—767.  Web of Science
- 31. Ващенко Б., Горпинюк С., Иванов А., Климчук А., Лавров И., Лягушкин В., Мавлюдов Б., Максимович Н., Паньков Н., Рунков Е., Чернявский Г., Шумейко И. Ординская пещера. Познание: иллюстрированный сб. ст.; издание второе, дополненное. — Москва: PHOTOTEAM.PRO, 2017.- 287 с., ил.
- 32. Максимович Н. Г., Мещерякова О. Ю., Деменев А. Д. Уникальность карстового озера Церик-Кель (Голубое озеро) в Кабардино-Балкарии // Озёра Евразии: проблемы и пути их решения: материалы 1-й Международной конференции (11-15 сентября 2017 г.). -Петрозаводск: Карельский научный центр РАН, 2017. — 92-98 с.
- 33. Alekseenko, V. A., Maximovich, N. G., Alekseenko, A. V. Geochemical Barriers for Soil Protection in Mining Areas. In: Bech, J., Bini, C., Pashkevich, M.A. (eds.), Assessment, Restoration and Reclamation of Mining Influenced Soils, Elsevier Inc, P. 255—274.
- 34. Kadebskaya O. I., Maksimovich N. G. The Role of Hypogene Speleogenesis in the Formation of the Ordinskaya Cave, Fore-Urals, Russia // Hypogene Karst Regions and Caves of the World. −2017. -Switzerland: Springer International Publishing AG. Chapter 26.- P. 431—446.
- 35. Maksimovich N. G., Meshcheryakova O. Yu. Development of Sulphate Karst Under Technogenic Impact Conditions in the Western Urals // EuroKarst 2016, Neuchâtel. Advances in the Hydrogeology of Karst and Carbonate Reservoirs. — 2017. — P. 65-70.
- 36. Maksimovich N., Pyankov S., Khayrulina E. Environmental assessment of closed coal mine territory using GIS analysis // Mine Water and Circular Economy, IMWA 2017. — Lappeenranta, Finland, 2017. — P. 212—217.
- 37. Royer, J. J., Litaudon, J., Filippov, L. O., Lyubimova, T., Maximovich, N. 3D geostatistical modelling for identifying sinkhole disaster potential zones around the Verkhnekamskoye potash deposit (Russia) // Journal of Physics: Conference Series ,Vol. 879, No. 1. — P. 012018. IOP Publishing, 2017.  Web of Science
- 38. Berezina O .A., Maksimovich N. G., Pyankov S. V. Hydroecological characteristic of coal-mining regions with crucial anthropogenic load (in the case study of the Yaiva river basin) // IOP Conf. Series: Earth and Environmental Science. -Vol. 107. 012001. IOP Publishing, 2017.  Scopus
- 39. Khayrulina E. A., Maksimovich N. G. Influence of Drainage with High Levels of Water-Soluble Salts on the Environment in the Verhnekamskoe Potash Deposit, Russia // Mine Water and the Environment, IMWA 2018. — P. 1-9.  Scopus
- 40. Maksimovich, N., Meshcheriakova O. The Experience of the Dam Construction on Gypsum-Bearing Rocks (in the Territory of the Former USSR) // Karst 2018. Expect the Unexpected: proceedings of the International Symposium. 6-9 June, 2018. Trebinje, Bosnia and Herzegovina. — Belgrade, 2018. — pp. 81-88.
- 41. Maksimovich N., Pyankov S., Vadim Khmurchik V., Berezina O., Demenev A., Sedinin A. Coal Basins and the Environment // 11th ICARD IMWA MWD Conference — Risk to Opportunity / Proceedings IMWA2018 Annual Conference, Pretoria, South Africa — Pretoria, South Africa 2018. P. 406—410.  Web of Science
- 42. Rybnikov P., Rybnikova L., Maksimovich N. Post mining hydrodynamics ot the karst aquifers in Kizel coal basin (the West Urals, Russia) // Toward Sustainable Management of Groundwater Resources: proceedings of 4th Conference of the IAH CEG (Central European of IAH), 19-20 June, 2019, DonjiMilanovac, Serbia. — 2018. — p. 70-71.
- 43. Алексеев В. Г., Максимович Н. Г., Деменев А. Д., Гладких И. Н., Сафин С. З., Сединин А. М., Хмурчик В. Т., Черемных З. А. Влияние загрязнения Камского водохранилища органическими соединениями на состояние ГТС из грунтовых материалов // Современные проблемы водохранилищ и их водосборов: тр. VII Всерос. науч.-практ. конф. с междунар. участ. (г. Пермь 30 мая — 2 июня 2019 г.): в 3 т. Т. 2: Качество воды. Геоэкология / науч. ред. А. Б. Китаев, В. Г. Калинин, К. Д. Микова; Перм. гос. нац. исслед. ун-т. — Пермь, 2019. — С. 4-9.
- 44. Березина О. А., Максимович Н. Г., Сединин А. М. Влияние ликвидировнных предприятий угольной промышленности на бассейн р. Яйвы // Современные проблемы водохранилищ и их водосборов: тр. VIIВсерос. науч.-практ. конф. с междунар. участ. (г. Пермь 30 мая — 2 июня 2019 г.): в 3 т. Т. 2: Качество воды. Геоэкология / науч. ред. А. Б. Китаев, В. Г. Калинин, К. Д. Микова; Перм. гос. нац. исслед. ун-т. — Пермь, 2019. — С. 245—253.
- 45. Максимович Н. Г., Хмурчик В. Т., Деменев А. Д., Сединин А. М. Биотехнологический метод подавления метаногенеза в грунтовых плотинах // Гидротехническое строительство. — 2019. — № 1. — С. 15-22. Scopus
- 46. Demenev A.D., Maksimovich N.G., Khmurchik V.T., Sedinin A.M. Microbial Changes of the Earth Dam Mechanical Properties and the Improvement of Them. In: Shakoor A., Cato K. (eds) IAEG/AEG Annual Meeting Proceedings, San Francisco, California, 2018 — Volume 4. pp 41-45. Springer
- 47. Maksimovich N.G., Khmurchik V.T., Demenev A.D., Sedinin A.M. Microbial Activity Within the Earth Dam: Consequences and the Suppression Strategy. In: Shakoor A., Cato K. (eds) IAEG/AEG Annual Meeting Proceedings, San Francisco, California, 2018 — Volume 4. pp 3-7. Springer
- 48. Maksimovich N., Meshcheriakova O., Khmurchik V. Bacterial Processes in Oil-Polluted Karst Environments in Perm Region (Russian Federation). In: Shakoor A., Cato K. (eds) IAEG/AEG Annual Meeting Proceedings, San Francisco, California, 2018 — Volume 3. pp 103—107. Springer
- 49. Milanović P., Maksimovich N., Meshcheriakova O. Experience with some investigation and remediation methods in evaporite karst // Geotechnical Challenges in Karst. Karl Terzaghi and karst in Croatia 110 years ago: proceedings of the International conference / ISRM Specialised Conference / 8th Conference of Croatian Geotechnical Society. — 2019. — P. 281—286.
- 50. Максимович Н. Г., Березина О. А., Мещерякова О. Ю., Деменев А. Д. Изучение миграции техногенных донных отложений с применением современных геоинформационных систем // ИнтерКарто. ИнтерГИС. Геоинформационное обеспечение устойчивого развития территорий: Материалы Междунар. конф. — М.: Издательство Московского университета, 2020. — Т. 26. — Ч. 2. — С. 201—211. DOI: 10.35595/2414-9179-2020-2-26-201-211.
- 51. Рыбников П. А., Рыбникова Л. С., Максимович Н. Г., Деменев А. Д. Исследование гидрогеологических условий угольных месторождений на постэксплуатационным этапе с использованием гидродинамического моделирования (на примере Кизеловского угольного бассейна, Западный урал, Россия) // ГИАБ. Горный информационно-аналитический бюллетень / MIAB. Mining Informational and Analytical Bulletin, 2020;(3-1). — С. 475—487. DOI: 10.25018/0236-1493-2020-31-0-475-487. Scopus
- 52. Maksimovich N., Khmurchik V., Meshcheriakova O., Demenev A, Berezina O. The Use of Industrial Alkaline Wastes to Neutralise Acid Drain Water from Waste Rock Piles // Mine Water Solutions: proceedings of the postponed 14th IMWA Congress, 9-13 November, 2020. — New Zealand, Christchurch. — P. 117—122.
- 53. Maksimovich N.G, Meshcheriakova O.Y. Identification of Sources of Oil Pollution of the Reservoir Water Area Using Thermoresistive Methods // Conference Proceedings, Engineering and Mining Geophysics 2020, Sep 2020, Volume 2020, p. 1 — 11. DOI: https://doi.org/10.3997/2214-4609.202051005.
- 54. Максимович Н. Г., Деменев А. Д., Хмурчик В. Т. Трансформация минерального состава дисперсного грунта в условиях микробиологического воздействия // Вестник Пермского университета. Геология. — 2021. — Вып. 1(20). — С. 24-32. DOI: 10.17072/psu.geol.20.1.24.
- 55. Максимович Н. Г., Ефимик Е. Г., Березина О. А. Зарастание донных отложений при снижении уровня водохранилища в зоне влияния Верхнекамского месторождения калийно-магниевых солей // Известия Тульского государственного университета. Науки о Земле. — 2021. — № 3. — С. 67-82. DOI: 10.46689/2218-5194-2021-3-1-61-76
- 56. Максимович Н. Г., Кадебская О. И., Мещерякова О. Ю. Уточнение границ районов сульфатного карста Пермского края // Вестник Пермского университета. Геология. — 2021. — Том 20. — № 4. — С. 320—325. DOI: 10.17072/psu.geol.20.4.320.
- 57. Demenev A. D., Khmurchik V. T., Maksimovich N. G., Demeneva E. P., Sedinin A. M. Improvement of sand properties using biotechnological precipitation of calcite cement (CaCO3) // Environmental Earth Sciences. 80, 580 (2021). https://doi.org/10.1007/s12665-021-09818-w.
- 58. Maksimovich N. G., Khmurchik V. T., Demenev A. D., Meshcheryakova O. Yu. Assessment of the anaerobic microbial potential for the bioremediation of gas condensate-contaminated groundwater // IOP Conference Series: Earth and Environmental Science. — 2021. — 834 (1). — Статья № 012046. DOI: 10.1088/1755-1315/834/1/012046.
- 59. Pyankov, S. V., Maximovich, N. G., Khayrulina, E. A. et al. Monitoring Acid Mine Drainage’s Effects on Surface Water in the Kizel Coal Basin with Sentinel-2 Satellite Images // Mine Water Environment, pp. 1616—1068 (2021). https://doi.org/10.1007/s10230-021-00761-7.
- 60. Земсков А. Н., Максимович Н. Г., Мещерякова О. Ю. Современные тенденции в развитии калийной промышленности в мире // Известия Тульского государственного университета. — 2022. — Вып. 3. — С. 369—382.
- 61. Максимович Н. Г., Мещерякова О. Ю., Березина О. А. Влияние сброса кислых шахтных вод на карстовые суходолы Кизеловского угольного бассейна // Инженерная геология. — 2022. — Т. XVII. — № 3. — С. 30-43. DOI 10.25296/1993-5056-2022-17-3-30-43.
- 62. Максимович Н. Г., Хмурчик В. Т., Березина О. А. Формы переноса микроэлементов в речной сети и распределение их во фракциях донных отложений в районах угледобычи // ГИАБ. Горный информационно-аналитический бюллетень / MIAB. Mining Informational and Analytical Bulletin.- 2022. — № 11. — С. 52-66. DOI: 10.25018/0236_1493_2022_11_0_52.
- 63. Ermakov D.M., Meshcheriakova O.Y., Berezina O.A., Maksimovich N.G. Selecting a Set of Remote Indices for Comprehensive Monitoring of Acid Mine Drainages. In: Rocha A., Isaeva E. (eds) Science and Global Challenges of the 21st Century — Science and Technology. Perm Forum 2021. Lecture Notes in Networks and Systems. Springer, Cham. 2022. Vol. 342. P. 329—342. https://doi.org/10.1007/978-3-030-89477-1_33.
- 64. Khmurchik V.T., Maksimovich N.G., Demenev A.D., Seredin V.V. Methodological Basis of Ground Composition and Traits Formation by Biotechnological Techniques. In: Rocha A., Isaeva E. (eds) Science and Global Challenges of the 21st Century — Science and Technology. Perm Forum 2021. Lecture Notes in Networks and Systems. Springer, Cham. 2022. Vol. 342. P. 194—204. https://doi.org/10.1007/978-3-030-89477-1_18.
- 65. Maksimovich N.G., Kudryashova O.S., Khmurchik V.T., Demenev A.D., Elokhov A.M., Kistanova N.S. Innovative Techniques of Ground Infiltration Characteristics Reduction with Chemical and Biotechnological Precipitation of Calcium Salts. In: Rocha A., Isaeva E. (eds) Science and Global Challenges of the 21st Century — Science and Technology. Perm Forum 2021. Lecture Notes in Networks and Systems. Springer, Cham. 2022. Vol. 342. P. 270—276. https://doi.org/10.1007/978-3-030-89477-1_26.
- 66. Земсков А. Н., Максимович Н. Г., Мещерякова О. Ю. Современные тенденции в развитии калийной промышленности в мире // Известия Тульского государственного университета. — 2022. — Вып. 3. — С. 369—382.
- 67. Максимович Н. Г., Мещерякова О. Ю., Березина О. А. Влияние сброса кислых шахтных вод на карстовые суходолы Кизеловского угольного бассейна // Инженерная геология. — 2022. — Т. XVII. — № 3. — С. 30-43. DOI 10.25296/1993-5056-2022-17-3-30-43.
- 68. Максимович Н. Г., Хмурчик В. Т., Березина О. А. Формы переноса микроэлементов в речной сети и распределение их во фракциях донных отложений в районах угледобычи // ГИАБ. Горный информационно-аналитический бюллетень / MIAB. Mining Informational and Analytical Bulletin.- 2022. — № 11. — С. 52-66. DOI: 10.25018/0236_1493_2022_11_0_52.
- 69. Demenev A., Maksimovich N., Khmurchik V., Rogovskiy G., Rogovskiy A., Baryshnikov A. Field Test of In Situ Groundwater Treatment Applying Oxygen Diffusion and Bioaugmentation Methods in an Area with Sustained Total Petroleum Hydrocarbon (TPH) Contaminant Flow. Water 2022, 14, 192. https://doi.org/10.3390/w14020192
- 70. Ermakov D.M., Meshcheriakova O.Y., Berezina O.A., Maksimovich N.G. Selecting a Set of Remote Indices for Comprehensive Monitoring of Acid Mine Drainages. In: Rocha A., Isaeva E. (eds) Science and Global Challenges of the 21st Century — Science and Technology. Perm Forum 2021. Lecture Notes in Networks and Systems. Springer, Cham. 2022. Vol. 342. P. 329—342. https://doi.org/10.1007/978-3-030-89477-1_33
- 71. Khmurchik V.T., Maksimovich N.G., Demenev A.D., Seredin V.V. Methodological Basis of Ground Composition and Traits Formation by Biotechnological Techniques. In: Rocha A., Isaeva E. (eds) Science and Global Challenges of the 21st Century — Science and Technology. Perm Forum 2021. Lecture Notes in Networks and Systems. Springer, Cham. 2022. Vol. 342. P. 194—204. https://doi.org/10.1007/978-3-030-89477-1_18
- 72. Milanović P., Maksimovich N., Meshcheriakova O. Problemi brana I akumulacija u evaporitima (Questions with dams and reservoirs in evaporites) // Vodoprivreda. — 2022. — Vol. 54. — № 315—316. — pp. 13-30.
- 73. Максимович Н. Г., Деменев А. Д., Березина О. А., Абдуллин Р. К. Особенности зарастания породных отвалов Кизеловского угольного бассейна // Экология и промышленность России, 2023. Т. 27. № 2. С. 67-71. (Ecology and Industry of Russia, 2023. Vol. 27. Iss. 2. P. 67-71).
- 74. Petr S. Miklyaev, Tatiana B. Petrova, Nikolay G. Maksimovich, Alexey V. Krasikov, Aleksey V. Klimshin, Dmitriy V. Shchitov, Pavel A. Sidyakin, Dmitriy N. Tsebro, Olga Yu. Meshcheriakova Comparative studies on radon seasonal variations in various undeground environments: Cases of abandoned Beshtaugorskiy uranium mine and Kungur Ice Cave // Journal of Environmental Radioactivity, Vol. 272, 2024, 107346, ISSN 0265-931X, https://doi.org/10.1016/j.jenvrad.2023.107346.

### Монографии и учебные пособия
- 1. Горбунова К. А., Максимович Н. Г., Андрейчук В. Н. Техногенное воздействие на геологическую среду Пермской области. — Пермь, 1990. — 44 с.
- 2. Горбунова К. А., Максимович Н. Г. В мире карста и пещер. Пермь: Изд-во ТГУ, 1991. — 120 с.
- 3. Горбунова К. А., Андрейчук В. Н., Костарев В. П., Максимович Н. Г. Карст и Пещеры Пермской области. — Пермь, 1992. — 200 с.
- 4. Ворончихина Е. А., Двинских С. А, Демидюк В. В. и др.  Экологическая ситуация в Щучанском районе Курганской области. Экологическое нормирование качества среды обитания. — Москва; Курган: Изд-во Курган. Информ.-аналит. Центра по работе с населением по пробл. уничтожения химического оружия, 1999. — 60 с.
- 5. Быков В. Н., Максимович Н. Г., Казакевич С. В., Блинов С. М. Природные ресурсы и охрана окружающей среды: учеб. пособие. — Пермь: Перм. Ун-т, 2001. — 108 с.
- 6. Максимович Е. Г., Максимович Н. Г. Геолог — карстовед К. А. Горбунова. — Пермь: Изд-во Курсив, 2002. — 240 с.
- 7. Максимович Е. Г., Максимович Н. Г., Катаев В. Н. Георгий Алексеевич Максимович. — Пермь: Изд-во Курсив, 2004. — 512 с.
- 8. Дублянский В. Н., Кадебская О. И., Лавров И. А. и др. Кунгурская ледяная пещера: опыт режимных наблюдений / Под ред. В. Н. Дублянского. — Екатеринбург: УрО РАН, 2005. — 376 с.
- 9. Суслонов В. М., Максимович Н. Г., Иванов В. Н., Шкляев В. А. Воздействие на окружающую среду кратковременных выбросов большой мощности: учеб. пособие. — Пермь: Перм. ун-т, 2005. — 126 с.
- 10. Максимович Н. Г., Максимович Е. Г., Лавров И. А. Ординская пещера: Длиннейшая подводная пещера России. — Пермь, 2006. — 63 с.
- 11. Максимович Н. Г. Безопасность плотин на растворимых породах (на примере Камской ГЭС). Избранные труды. — Пермь: «Гармония», 2006. — 212 с.
- 12. Пугин К. Г., Вайсман Я. И., Юшков Б. С., Максимович Н. Г. Снижение экологической нагрузки при обращении со шлаками чёрной металлургии. — Пермь: Перм. гос. техн. ун-т, 2008. — 315 с.
- 13. Максимович Н. Г., Хайрулина Е. А. Геохимические барьеры и охрана окружающей среды: учеб. Пособие. — Пермь: Изд-во ПГУ, 2011. — 248 с.
- 14. Двинских С. А., Максимович Н. Г., Малеев К. И., Ларченко О. В. Экология лесопарковой зоны города. — СПб.: Изд-во Наука, 2011. — 154 с.
- 15. Лягушкин В., Ващенко Б., Максимович Н., Лавров И., Паньков Н., Шумейко И., Климчук А., Рунков Е. Ординская пещера. Познание: иллюстрированный сб. ст. — Москва: Студия «4+4», 2011.-160 с. ил.
- 16. Максимович Н. Г., Пьянков, Сергей Васильевич|Пьянков С. В. Малые водохранилища: экология и безопасность. — Пермь: Изд-во Раритет, 2012. — 256 с.
- 17. Чибилёв А. А., Большаков В. Н., Дегтева С. В. и др. Природное наследие Урала. Разработка концепции регионального атласа. — Екатеринбург: РИО УрО РАН, 2012. — 480 с.
- 18. Бузмаков С. А., Воронов Г. А., Ефимик В. Е., Зайцева Н. В., Зиновьев Е. А., Максимович Н. Г. и др. Атлас Пермского края. Пермь: Перм. гос. нац. исслед. ун-т., 2012. — 124 с.
- 19. Ващенко Б., Горпинюк С., Иванов А., Климчук А., Лавров И., Лягушкин В., Мавлюдов Б., Максимович Н., Паньков Н., Рунков Е., Чернявский Г., Шумейко И. Ординская пещера. Познание: иллюстрированный сб. ст.; издание второе, дополненное. — Москва: PHOTOTEAM.PRO, 2017.- 287 с., ил.
- 20. Kadebskaya O. I., Maksimovich N. G.The Role of Hypogene Speleogenesis in the Formation of the Ordinskaya Cave, Fore-Urals, Russia // Hypogene Karst Regions and Caves of the World: monogr. −2017. -Switzerland: Springer International Publishing AG. Chapter 26.- pp. 431—446.
- 21. Alekseenko, V. A., Maximovich, N. G., Alekseenko, A. V. Geochemical Barriers for Soil Protection in Mining Areas. In: Bech, J., Bini, C., Pashkevich, M.A. (eds.), Assessment, Restoration and Reclamation of Mining Influenced Soils, Elsevier Inc, pp. 255—274.
- 22. Максимович Н. Г., Пьянков С. В. Кизеловский угольный бассейн: экологические проблемы и пути решения: монография. — Пермь, Перм. гос. нац. исслед. ун-т. — 2018. — 288 с.
- 23. Milanović P., Maksimovich N., Meshcheriakova O. Dams and Reservoirs in Evaporites / Springer, Cham, 2019. — 157 p.
- 24. Кадебская О. И., Максимович Н. Г., Горбунов А. А. Пещера Ординская // Атлас пещер России / гл. ред. А. Л. Шелепин; чл. редкол.: Б. А. Вахрушев, А. А. Гунько, А. С. Гусев, А. И. Прохоренко, Г. В. Самохин, А. Г. Филиппов, Е. А. Цурихин. — Русское географическое общество, Российский союз спелеологов. — М., 2019. — С. 177—183.
- 25. Максимович Н. Г., Мещерякова О. Ю., Деменев А. Д. Воклюз Голубое озеро (Церик-Кёль) // Атлас пещер России / гл. ред. А. Л. Шелепин; чл. редкол.: Б. А. Вахрушев, А. А. Гунько, А. С. Гусев, А. И. Прохоренко, Г. В. Самохин, А. Г. Филиппов, Е. А. Цурихин. — Русское географическое общество, Российский союз спелеологов. — М., 2019. — С. 279—281.
- 26. Максимович Н. Г., Кадебская О. И., Мещерякова О. Ю. Сульфатный карст Пермского края: монография. — Пермь: ПГНИУ, ЕНИ ПГНИУ, ГИ УрО РАН, 2021. — 302 с.
- 27. Maksimovich N. G., Kadebskaya O. I., Meshcheryakova O. Yu. Sulfate Karst of Perm Region (Russia) // Springer, Cham, 2022. — 165 p.
- 28. Хмурчик В. Т., Максимович Н. Г., Середин В. В. Биотехнологии в инженерной геологии: монография. Пермский государственный национальный исследовательский университет. — Пермь, 2023. — 196 с.